# Catores
Die Catores (ladinisch für Steinhühner) sind eine Klettergilde aus Gröden (Südtirol). Die Catores sind sowohl als Bergführer in der gleichnamigen Alpinschule als auch im Bergrettungsdienst in der Ortsstelle Gröden aktiv.
Die Vereinigung wurde fast gleichzeitig mit der örtlichen Bergrettung im Jahr 1955 in St. Ulrich gegründet. Die Gründungsmitglieder, allesamt erfahrene Alpinisten, waren Batista Vinatzer, Zenz Nocker, Flavio Pancheri, Otto Senoner, Norbert Prinoth, Filipp Prinoth, Oscar Mutschlechner, Franz Runggaldier und Edi Stuflesser.
Um der Vereinigung beitreten zu dürfen, muss man Mitglied des Bergrettungsdienstes Gröden sein und bedeutende alpinistische Leistungen vorweisen können. Alle aktiven Catores entscheiden, ob ein Mitglied die nötigen Voraussetzungen hat, um in der Gruppe aufgenommen zu werden. Viele Mitglieder entwickelten sich zu Alpinisten von außergewöhnlichem Niveau, die zahlreiche Unternehmungen im höchsten Schwierigkeitsgrad verzeichnen konnten, unter anderem in den Dolomiten, in den Westalpen, im Himalaya und in den Anden.
Zusammen mit anderen 16 Bergrettungsmannschaften vorwiegend aus dem ladinischen Gebiet der Dolomiten bilden die Catores die gemeinnützige Vereinigung Aiut Alpin Dolomites, die über einen Rettungshubschrauber verfügt und eine der wichtigsten und bekanntesten Organisationen für die Flugrettung in den Dolomiten darstellt. 
Die Catores erkennt man an ihrem grauen Pullover und dem darauf abgebildeten Wahrzeichen: ein Kletterhaken, welcher von einem Seil umrahmt wird.